# Franz Kaulfersch

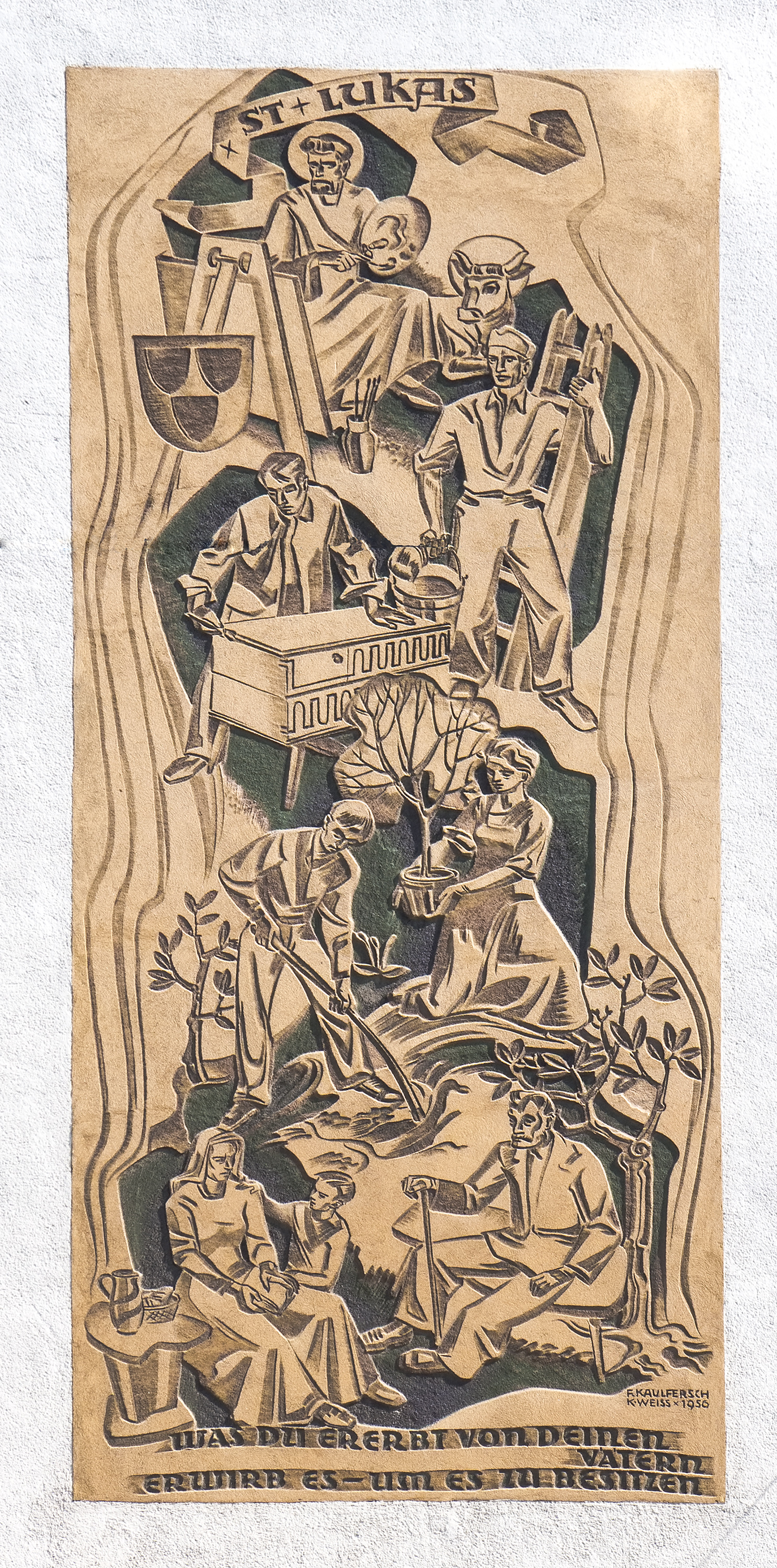
Sgraffito „St. Lukas“ in der Lessinggasse 17 in Wien-Leopoldstadt

Franz Xaver Kaulfersch (* 3. Dezember 1901 in Luxdorf bei Gablonz, Böhmen; † 9. Februar 1995 in Wien) war ein österreichischer Maler und Grafiker.

## Leben
Kaulfersch erhielt von 1915 bis 1919 eine Ausbildung an der Abteilung dekoratives und figurales Zeichnen der Gablonzer Kunstgewerbeschule. Im Anschluss absolvierte er bis 1926 ein Studium an der Akademie für angewandte Kunst in Wien. Von 1935 bis 1967 hatte Kaulfersch die Leitung der Malerschule im Schloss Leesdorf bei Baden inne. Weiters war er pädagogischer Leiter des Jugendheimes in Hirtenberg und Lehrer an der Abteilung Hochbau der HTL Mödling.
Franz Kaulfersch war Mitbegründer des Landesverbandes der niederösterreichischen Kunstvereine und war auch dessen Vizepräsident, weiters war er Mitglied der Künstlergilde Esslingen.
Beigesetzt wurde Kaulfersch am 23. Februar 1995 auf dem Friedhof Mauer im 23. Wiener Gemeindebezirk (Gruppe T, Nr. 7).

## Werke (Auswahl)

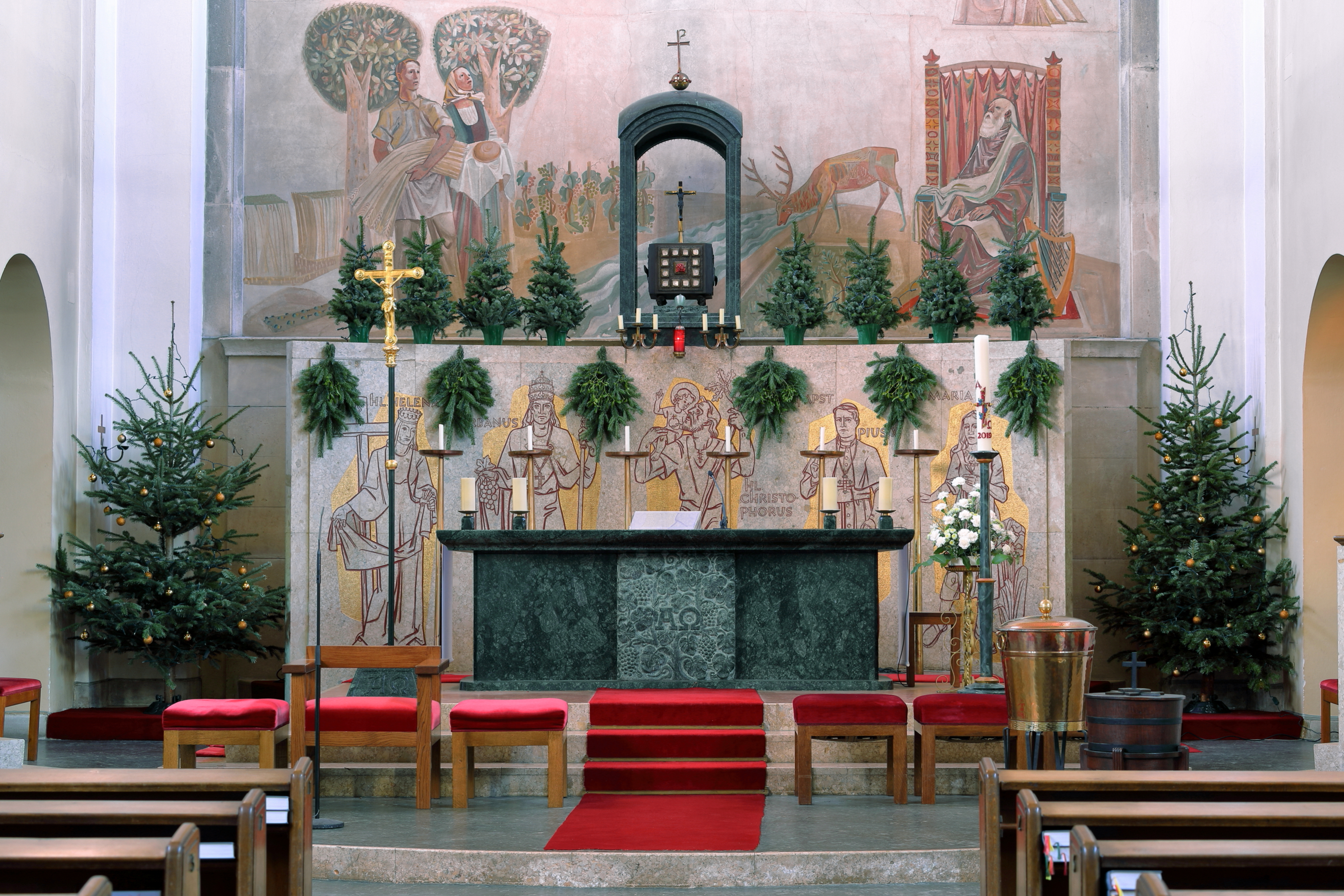
Heiligenwand im Chorraum der Pfarrkirche St. Christoph in Baden

- Pfarrkirche hl. Johannes d. T. in Kirchschlag in der Buckligen Welt: Monochromes Wandgemälde über dem Triumphbogen (1931)[4]
- Pfarrkirche Sommerein Mariä Heimsuchung: Gewölbemalerei Maria in Glorie im Chorschluss (1936)[4]
- Pfarrkirche St. Christoph in Baden: Umrissgravuren vor Goldgrund auf Marmorwand (1957)[4]
- Sgraffito an Pfeilerbildstock Ecke Albrechtsgasse/Erzherzogin-Isabelle-Straße in Baden (1977)[4]
- Sgraffito „Trinkt Vöslauer Thermalwasser“ im Thermalbad Bad Vöslau

## Ehrungen (Auswahl)
- 1957: Berufstitel Professor[1]
- 1963: Goldenes Ehrenzeichen für Verdienste um das Bundesland Niederösterreich[1]
- 1967: Silbernes Ehrenzeichen für Verdienste um die Republik Österreich[2]